# Эггер-Шмитцгаузен, Мария
Мария Эггер-Шмитцгаузен, урождённая фон Шмитцгаузен (нем. Marie von Egger  Schmitzhausen; 21 июля 1851, Триест, Австрийская империя — 29 ноября 1929, Грац) — австрийская писательница, известная под псевдонимом Пауль Мария Лакрома, литературный критик.

## Биография
Дочь финансового советника, выросла в Венеции, Эссеге, Вене, Пеште, Праге, Пуле и Горице. Училась в мюнхенском Институте школьных сестер. В 1871 году вышла замуж за адвоката Камилло фон Эггера (1843—1911). После его смерти некоторое время жила в Мёдлинге .
Автор ряда романов, рассказов и очерков, публиковалась в газетах. Опубликованные ею книгах достигали больших тиражей. Австрийская биографическая энциклопедия оценивает её произведения как развлекательную литературу из-за «невероятных и сконструированных сюжетных линий, клишированного (преимущественно прилагательного) языка и в её культурно-исторических романах — чрезмерно явно выраженной претензии на образованность». Была членом Венской ассоциации писателей и художников .
Известна также, как критик итальянской литературы и искусства и как эссеистка. Под псевдонимом «Lacroma» издала новеллы: «Capriccio» (1881); «Der Pony» (1884); «Kleeblätter» (Дрезден, 1897) и романы: «Formosa» (2 изд., Дрезден, 1884); «Stürme» (В., 1883); «Ein Unglücksheld» (В., 1893); «Die Modelltini» (2-е изд., Дрезден, 1895). Ей же принадлежат: «Bagatellen. Skizzen und Studien» (2-е изд., Дрезден, 1895) и «Dosta von Dorntheim» (3-е изд., ib.,1896).
Один из её сборников эссе был награждён на Чикагской международной выставке. 
Бо́льшая часть её произведений переведена на итальянский язык.